# Pic à ventre roux
Melanerpes carolinus
Espèce
Statut de conservation UICN

 LC  : Préoccupation mineure
Le Pic à ventre roux (Melanerpes carolinus) est une espèce de picidés américains.

## Description
Il mesure 30 centimètres de long pour 50 d'envergure. Les adultes ont la face et la partie ventrale d'un gris clair ; les plumes du dos, de la queue et des ailes sont rayées blanches et noires ; les mâles ont sur la tête une cape rouge qui va du bec à la nuque ; les femelles ont seulement une tache rouge au-dessus du bec et une autre sur la nuque. La tache rouge sur le ventre qui donne à l'oiseau son nom est difficile à voir dans la nature.

## Alimentation
C'est un oiseau omnivore qui se nourrit d'insectes (attrapés en plein vol ou cherchés sous l'écorce des arbres), de fruits (pommes, pêches, oranges), de noix et de graines. Ces dernières catégories sont consommées principalement en hiver.

## Distribution et habitat
Il vit dans les forêts d'arbres à feuilles caduques du sud du Canada et du nord-est des États-Unis. On peut le rencontrer tout de même jusqu'au sud du Texas et de la Floride et l'ouest du Canada.
Il niche dans des cavités creusées dans des troncs d'arbres morts ou des espèces d'arbres au bois tendre tels que les ormes, les érables et les saules. Les deux sexes participent à la construction du nid.

## Galerie

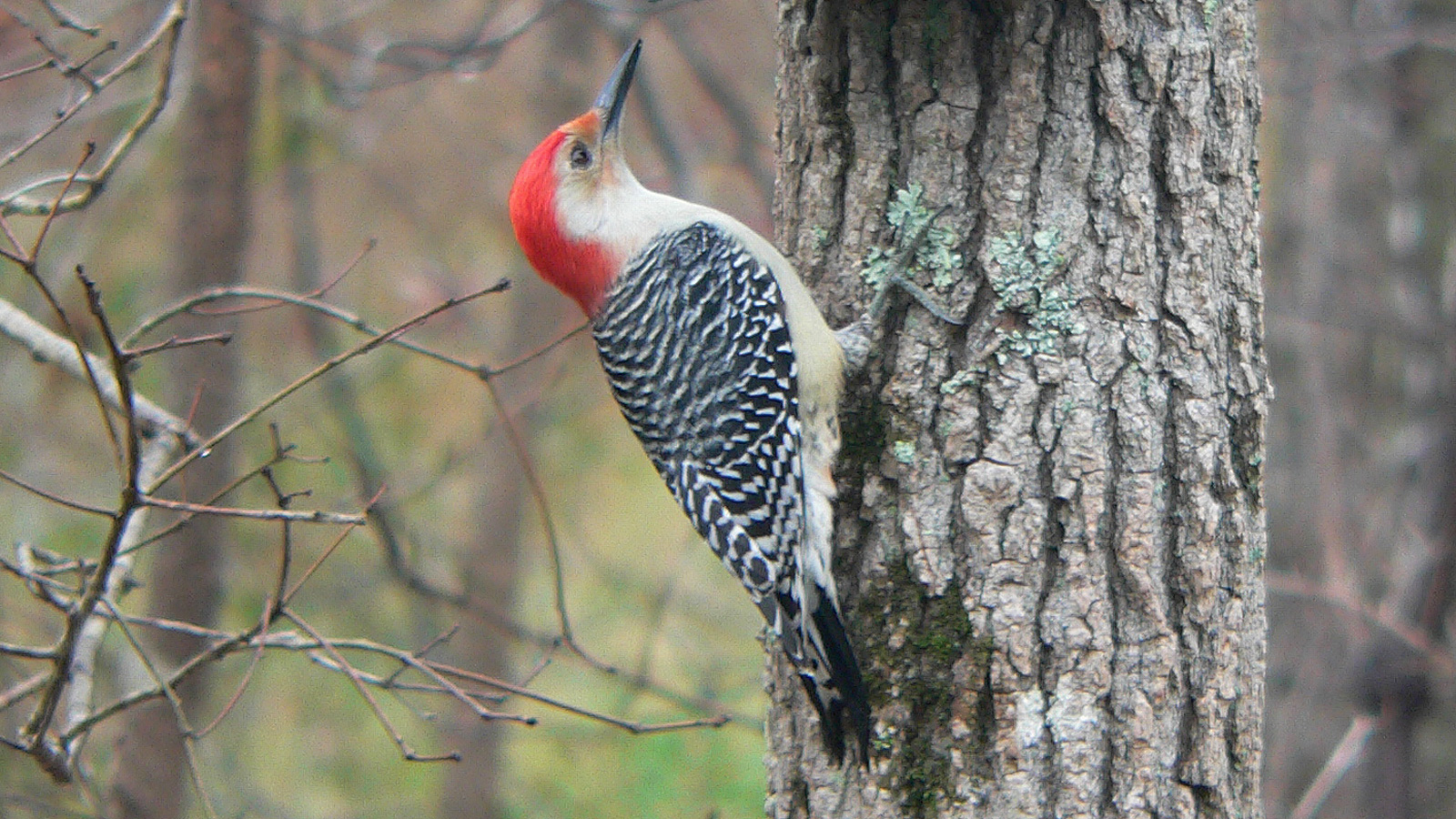
Mâle
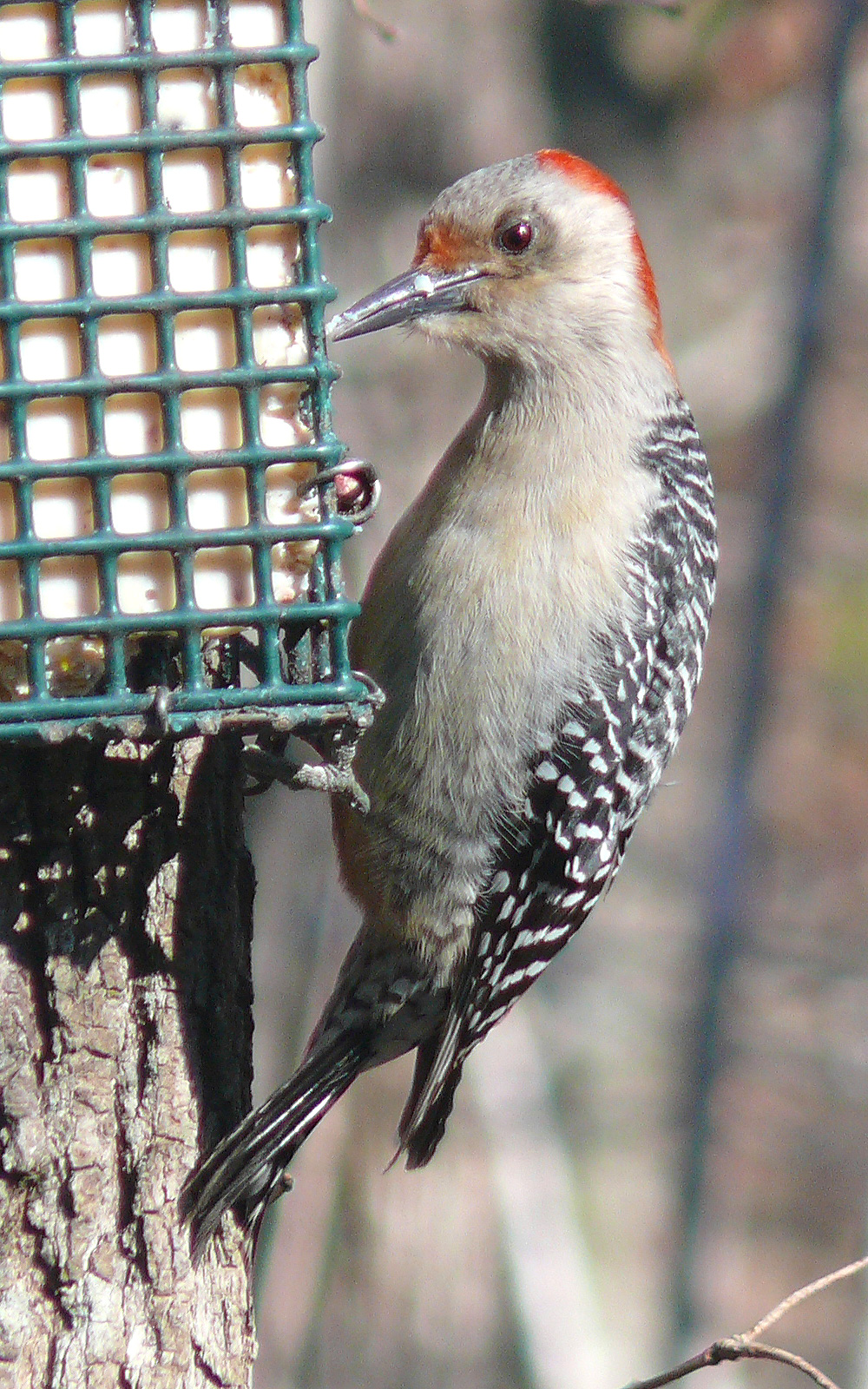
Femelle
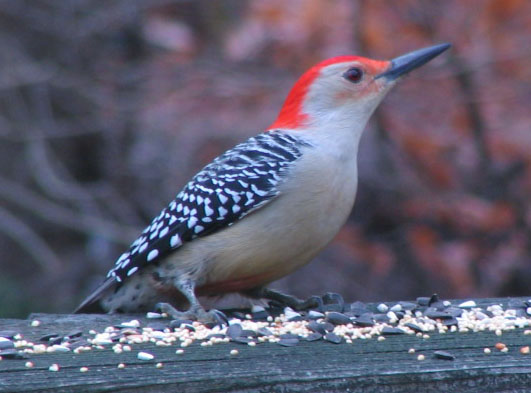
Melanerpes carolinus Mâle
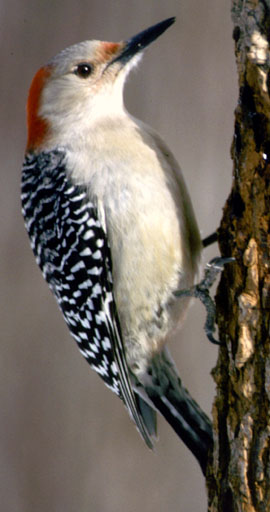
Melanerpes carolinus Femelle